# Hypothèses.org
Hypothèses.org est un site internet rassemblant des carnets de recherche scientifique. Hypothèses.org fait partie du portail OpenEdition et défend le principe d'une science ouverte et collective. Hypothèses.org est géré par le Centre pour l'édition électronique ouverte.
L'ouverture de Hypothèses.org a été accompagnée d'une pétition en faveur de l'ouverture et de la mise en commun du savoir au travers des outils numériques dans le journal Le Monde.
En 2013, Hypothèses.org compte 3 millions de visites et en 2017, 12 millions. Il compte aussi plus de 3 900 blogs sur la plateforme, 2 400 carnets recensés dans le catalogue, plus de 19 000 comptes d’utilisateurs.
La création de carnet de recherche est soumis à l'autorisation préalable de plusieurs conseils scientifiques qui définissent les orientations de la plateforme en collaboration avec l’équipe d’OpenEdition. Selon ses statuts, le Cléo a une responsabilité dans la sélection des contenus : « Le Cléo s’engage à sélectionner des contenus scientifiques de qualité, correspondant au périmètre des sciences humaines et sociales, entendues au sens large. Cette sélection est spécifique à chaque type de publication ».
Hypothèses.org regroupe plusieurs milliers de carnets de recherche dans tous les domaines des sciences humaines et sociales. Les textes sont librement accessibles. Ils s’adressent aux spécialistes et au grand public.

## Hypothèses.org et OpenEdition
Les chercheuses Annaïg Mahé (École nationale des chartes) et Camille Prime-Claverie (Université Paris-Nanterre) décrivent ainsi Hypothèses.org : « Hypotheses.org est une plateforme de blogging scientifique en sciences humaines et sociales créée en 2008 et correspond à une des briques de la plateforme OpenEdition, gérée par le Centre pour l’édition électronique ouverte (CLEO), les autres briques étant Revues.org (pour les revues), Calenda (pour les annonces) et OpenEdition Books (pour les ouvrages). Actuellement, la plateforme recense plus de 2 000 carnets de recherche de tous types (carnets de programmes de recherche, de chercheurs, de séminaire, de thèse, d’accompagnement de publication, etc.) et de différents langages ».

## Histoire
Le mouvement d’institutionnalisation des carnets de recherche scientifique a pris forme depuis les années 2000 dans un certain nombre de pays et notamment aux États-Unis où des portails se sont constitués pour les regrouper. La création de la plateforme hypothèses en 2008 s’inscrit dans cette dynamique. Marin Dacos explique ainsi que la création de la plateforme par toute une série d’arguments parmi lesquels figure la nécessité de les regrouper pour les mettre en visibilité sur des plateformes destinées à la recherche et éviter leurs dispersions sur des plateformes généralistes.
Hypothèses.org doit aussi permettre aux chercheurs de publier des extraits de leurs articles scientifiques pour des revues à comité de lecture.
Plusieurs types de carnets existent : certains sont tenus par des chercheurs (610 en 2021) et de jeunes chercheurs en master (117 en 2021) ou en doctorat (249 en 2021), mais ils peuvent également être gérés par d'autres institutions comme des structures de recherche (509 en 2021), des programmes de recherche (979 en 2021), être le reflet de productions scientifiques lors de séminaire (319 en 2021) ou d'un événement en particulier (142 en 2021). Enfin, certains sont tenus par des bibliothèques universitaires, on en compte 68 au début de l'année 2021.

## Comité scientifique
Le conseil scientifique et l'équipe d'OpenEdition travaillent ensemble pour définir l'orientation de la plateforme.

### Composition du comité scientifique français en 2018-2020
Liste de la composition du comité scientifique :
- Elena Azofra, maître de conférences en linguistique espagnole, UNED, Madrid.
- Anne Baillot, professeur en études germaniques à l’université du Mans.
- Aurélien Berra, maître de conférences en littérature grecque, rhétorique et humanités numériques, université Paris-Nanterre.
- François Briatte, maître-assistant, université Catholique de Lille/ESPOL.
- Marin Dacos, directeur du Centre pour l’édition électronique ouverte, Marseille.
- Mélodie Faury, docteure en sciences de l’information et de la communication. Directrice de la Maison pour la science en Alsace, au service des professeurs, Strasbourg.
- Karim Hammou, chargé de recherche, CNRS/CRESPPA-CSU, Paris.
- Christian Jacob, directeur de recherche, CNRS. Directeur d’études, EHESS, Paris.
- Benoît Kermoal, doctorant, EHESS/CESPRA. Enseignant d’histoire-géographie en lycée.
- Mareike Koenig, directrice des départements Humanités numériques et XIXe siècle, Institut historique allemand.
- Pierre Mounier, directeur adjoint au développement international, Centre pour l’édition électronique ouverte, Paris.
- Marie-Anne Paveau, professeure en linguistique française, université de Paris 13.
- Claire Placial, maîtresse de conférence en littérature comparée, université de Lorraine.
- Séverine Sofio, chargée de recherche en sociologie, CNRS.

### Composition du comité scientifique français en 2020-2022
Liste de la composition du comité scientifique :
- Anne Baillot, professeur en études germaniques, Le Mans Université
- Etienne Bourel, doctorant en anthropologie, LADEC – université Lumière Lyon 2
- Amélie Derome, doctorante en littérature britannique, Aix-Marseille Université
- Déborah Dubald, ATER en histoire des sciences, université de Strasbourg
- Mathieu Jacomy, doctorant en techno-anthropologie sur l’analyse visuelle de réseaux, TANT-Lab, Copenhague.
- François Jacquesson, linguiste, directeur de recherche UFRCNRS, Centre d'études himalayennes.
- Olivier Jacquot, responsable de la coordination de la recherche, Bibliothèque nationale de France.
- Mareike Koenig – invitée permanente, représentante du conseil scientifique germanophone d’Hypothèses, directrice des départements Humanités numériques et XIXe siècle, Institut historique allemand.
- Marie-Laure Legay, professeur d’histoire moderne, UMR CNRS IRHIS – université de Lille.
- Bertrand Mocquet, expert numérique, Agence de Mutualisation des Universités et Etablissements (AMUE), Chercheur, MICA – université Bordeaux Montaigne.
- Caroline Muller, maîtresse de conférences en histoire contemporaine, université Rennes 2.
- Marine Parra, doctorante en lettres et littérature française, ILLE – université de Haute Alsace, ATER, TEMOS – université Bretagne Sud.
- Marie-Anne Paveau, professeure en linguistique française, université Paris 13.
- Patrick Peccatte, informaticien, chercheur indépendant en études visuelles.
- Lissell Quiroz, professeure en études latino-américaines et directrice adjointe de Langues et Études internationales, CY Cergy Paris Université.
- Olivier Ritz, maître de conférences en littérature française, université de Paris.
- Benoît Roux, docteur en histoire moderne, Ingénieur d’études, ERIAC – université de Rouen Normandie.
- Luis Velasco-Pufleau, chercheur associé au Walter Benjamin Kolleg, université de Berne.